# 顏欲章
颜欲章（？—？），字伯闇，號雲漢，江西吉安府安福县人，明朝政治人物。

## 生平
万历二十五年（1597年）丁酉科江西乡试舉人，二十九年（1601年）辛丑科進士，初授浙江海宁知县，县河故北泄，欲章筑堤防，俾循而南，可溉田千亩。移嘉兴，嘉多权贵，一绳以法，中蜚语，左迁顺德教授。久之，迁国子监学正，升礼部仪制司主事，出守常州府。外艰，起补承天府，调荆州府。时贵州土首安邦彦叛围贵阳，都御史王三善荐欲章才可戡乱，升贵州监军副使。欲章由间道逼賊境，获其渠二人，卒擒邦彦。升湖廣右參政，寻升广东按察使。止告讦，释冤狱，晋浙江右布政，归卒，年七十五，祀名宦、乡贤，著有《颜氏传书》。

## 家族
曾祖颜旦，祖父颜子敬，父颜问邦，封文林郎知縣。